# ブレラ美術館
ブレラ美術館 （ブレラびじゅつかん、Pinacoteca di Brera） は、イタリアのミラノにある美術館である。「ブレラ絵画館」と訳すこともある。ルネサンス期から２０世紀にわたるイタリア絵画の宝庫であり、とりわけヴェネツィア派、ロンバルディア派などルネサンス期を中心とした北イタリアの絵画が充実している。中部イタリアの絵画にも重要な傑作が含まれている。

## 沿革
ブレラ美術館の建物は、17世紀に建てられたイエズス会の施設であった。これを1772年、当時ロンバルディア王も兼ねていたマリア・テレジアが入手した。ここに1776年、美術アカデミーが設置され、絵画の収集が始まった。
その後、ナポレオンによって美術館として整備され、1809年、彼の誕生日を記念して開館、一般にも公開されるようになった。1882年には国立美術館として開館した。
ブレラ美術館のあるブレラ宮の建物の一角には、1764年に開設されたブレラ天文台（Osservatorio astronomico di Brera）があり、19世紀末から20世紀初頭の約40年間、火星の「運河」を発見したことで有名なジョヴァンニ・スキアパレッリが天文台長を務めていたことでも知られている。現在、天体望遠鏡などの歴史的資料を一般公開している。また、天文台横には1774年に開設されたブレラ植物園（Orto Botanico di Brera）がある。

## 主な収蔵品[1]
イタリア屈指の質量を誇る絵画館であり、特にルネサンス美術を理解するために不可欠の、きわめて重要な収集がある。中でも、ジェンティーレ・ダ・ファブリアーノ、アンドレア・マンテーニャ、ジョヴァンニ・ベリーニ、カルロ・クリヴェッリ、チーマ・ダ・コネリアーノ、ヴィット―レ・カルパッチョ、ティントレット、ヴェロネーゼら北イタリア、特にヴェネツィア派の画家たちの数々の傑作・大作が所蔵されている。また中部イタリアの画家では、ピエロ・デラ・フランチェスカ、ラファエロ、ブロンズィーノらの代表的な名作がある。
１７世紀ー２０世紀の絵画についても、カラヴァッジョ、ルーベンス、フランチェスコ・アイエツ、セガンティーニ、ウンベルト・ボッチョーニ、アメデオ・モディリアーニ、ジョルジョ・モランディなどイタリアの画家の作品を中心に幅広い収集がある。
- ジェンティーレ・ダ・ファブリアーノ『ヴァッレ・ロミータの多翼祭壇画』（1410-1412年頃）
- ステファノ・ダ・ヴェローナ『東方三博士の礼拝』（1434年）
- ピエロ・デラ・フランチェスカ『ブレラ祭壇画』（1460年代末）
- ジョヴァンニ・ベリーニ『ピエタ』（1460年）
- カルロ・クリヴェッリ『サン・ドメニコ・ディ・カメリーノの祭壇画』 (1482年) 、『ロウソクの聖母』(1490年以降)
- アンドレア・マンテーニャ『死せるキリスト』（1497年以降）[2]
- ラファエロ『聖母の結婚』(1504年)
- チーマ・ダ・コネリアーノ『殉教者聖ペテロと聖ニコラウス、聖ベネディクトゥス』(1505-1506年)
- ジェンティーレ・ベリーニとジョヴァンニ・ベリーニ『アレクサンドリアでの聖マルコの説教』(1504-1507年)
- ヴィット―レ・カルパッチョ『聖ステパノの議論』(1514年)
- ティツィアーノ・ヴェチェッリオ『アントニオ・ディ・ポルチア・エ・ブルニェーラ伯爵の肖像』(1535-1540年)
- ロレンツォ・ロット『ラウラ・ダ・ポーラの肖像』(1543-1544年)
- ティントレット『聖マルコの遺骸の発見』(1548年頃)
- ヴェロネーゼ『シモンの家の晩餐』(1567-1570年)
- カラヴァッジョ『エマオの晩餐』(1606年)
- フランチェスコ・アイエツ『接吻』(1859年頃)

## ギャラリー
Category:ブレラ美術館の所蔵品も参照

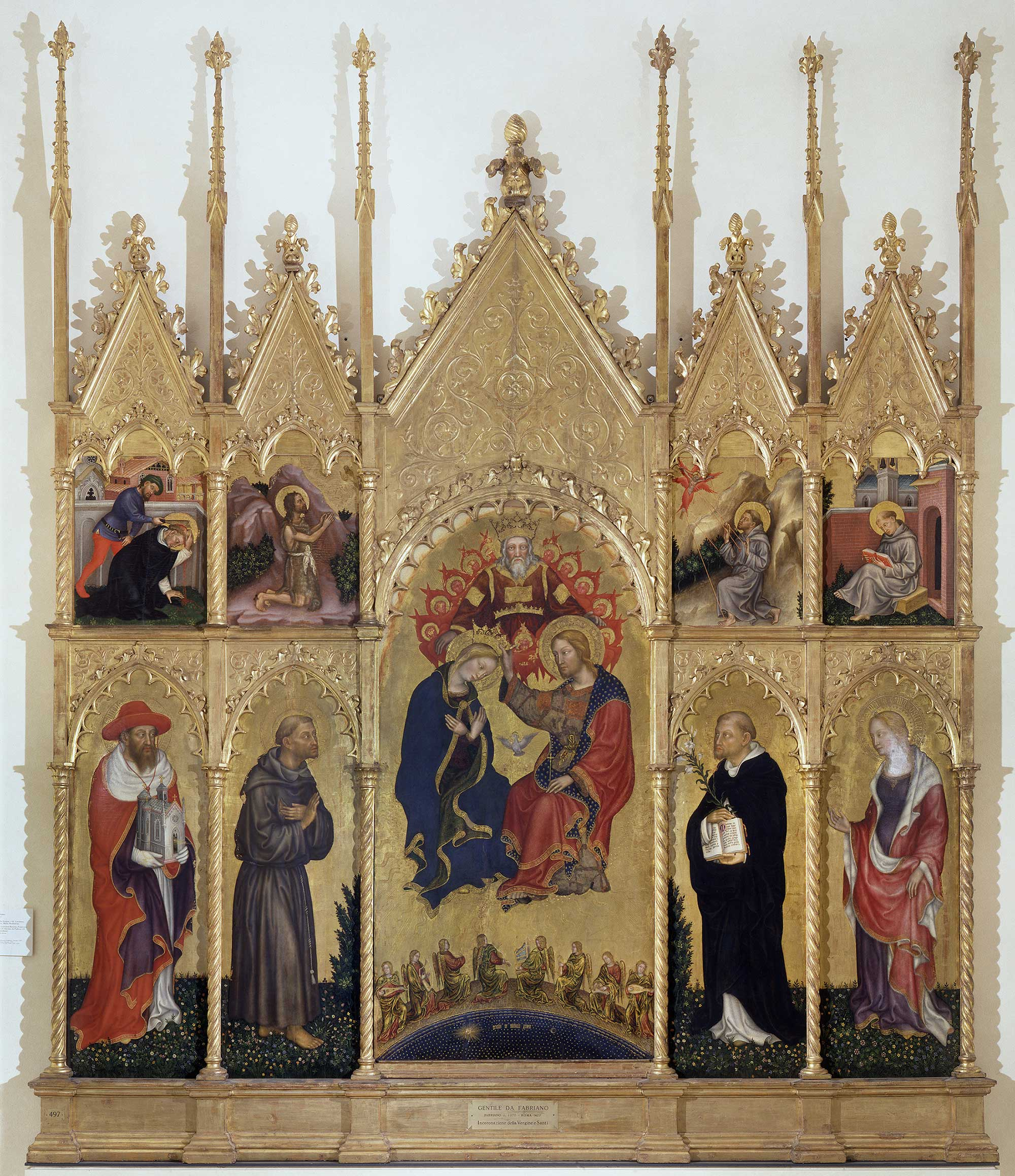
『ヴァッレ・ロミータの多翼祭壇画』ジェンティーレ・ダ・ファブリアーノ (1400-1410年)
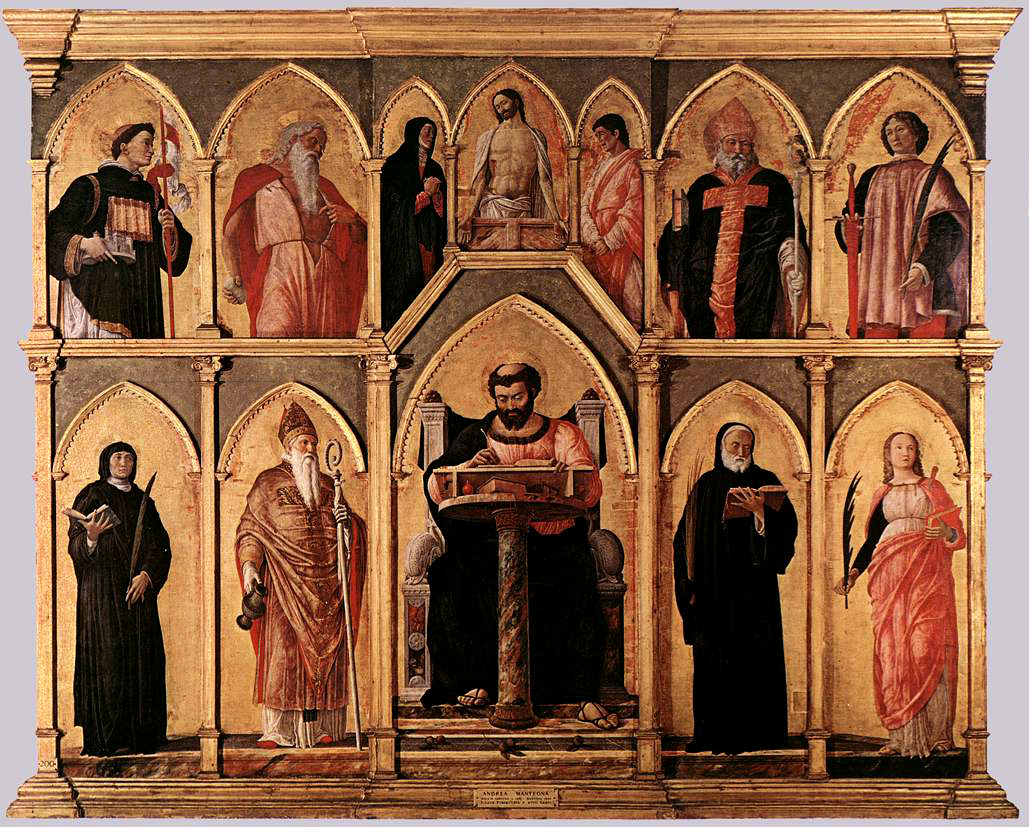
『聖ルカの多翼祭壇画』 アンドレア・マンテーニャ (1453-1454年)
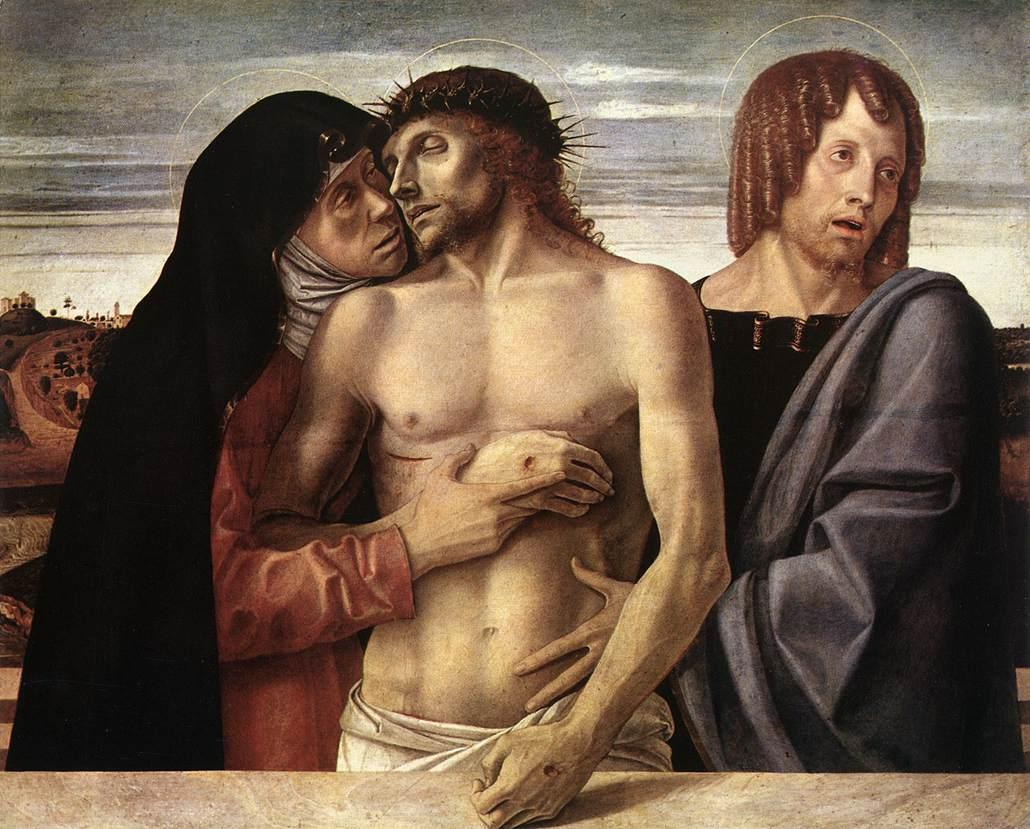
『ピエタ』 ジョヴァンニ・ベッリーニ (1465-1470年頃)
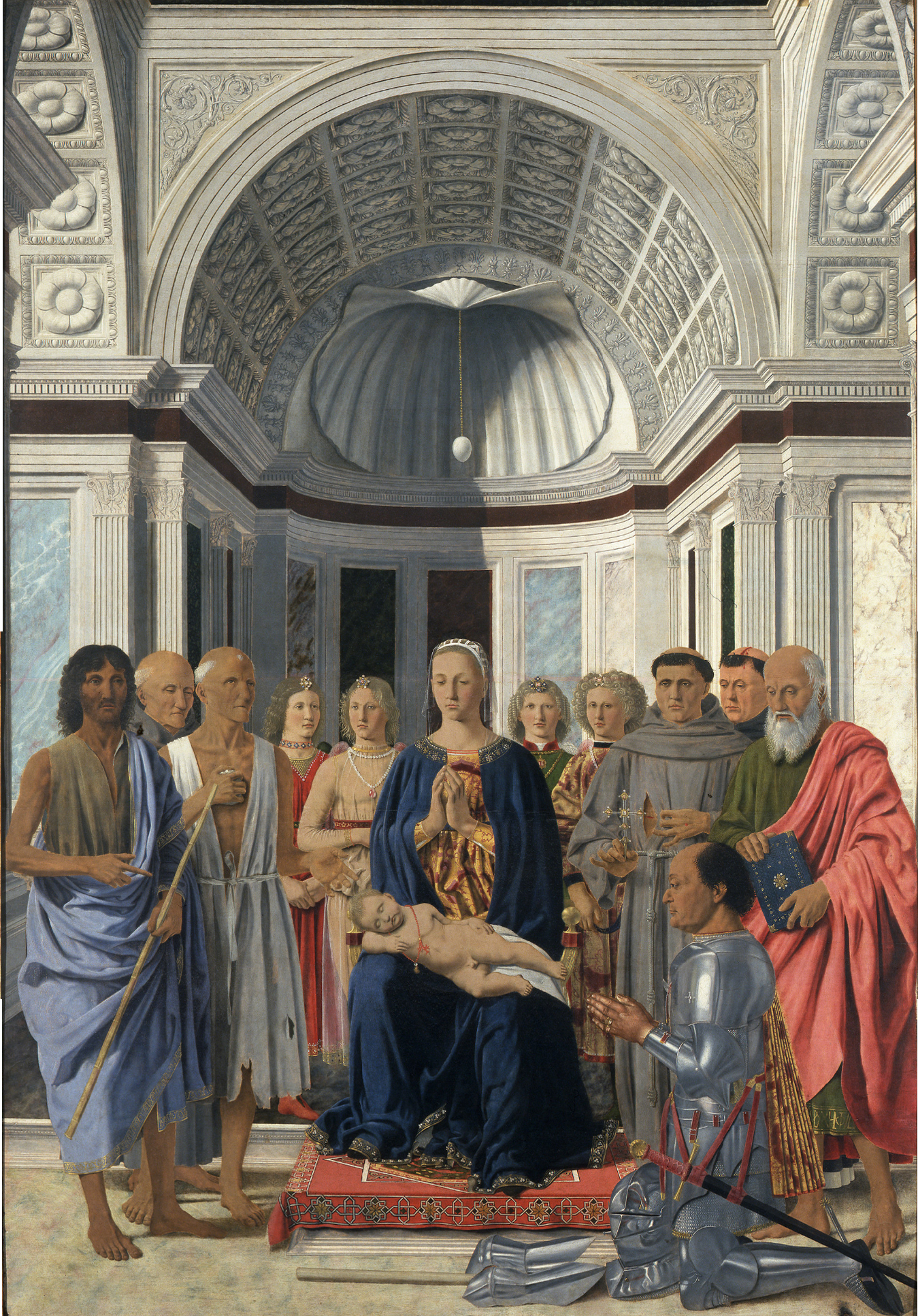
『ブレラ祭壇画』ピエロ・デラ・フランチェスカ (1472-1474年頃)
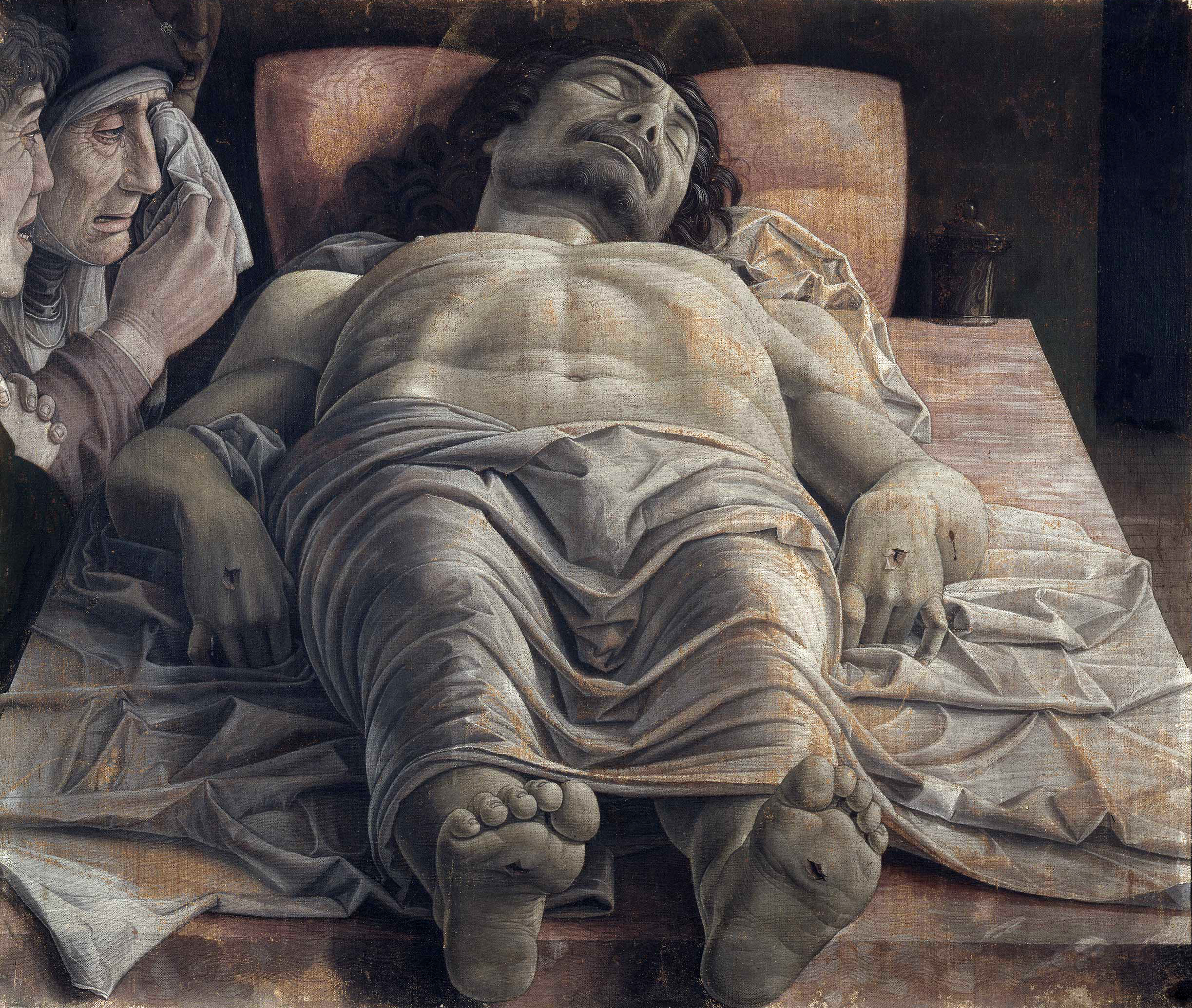
『死せるキリスト』アンドレア・マンテーニャ (1480年頃)
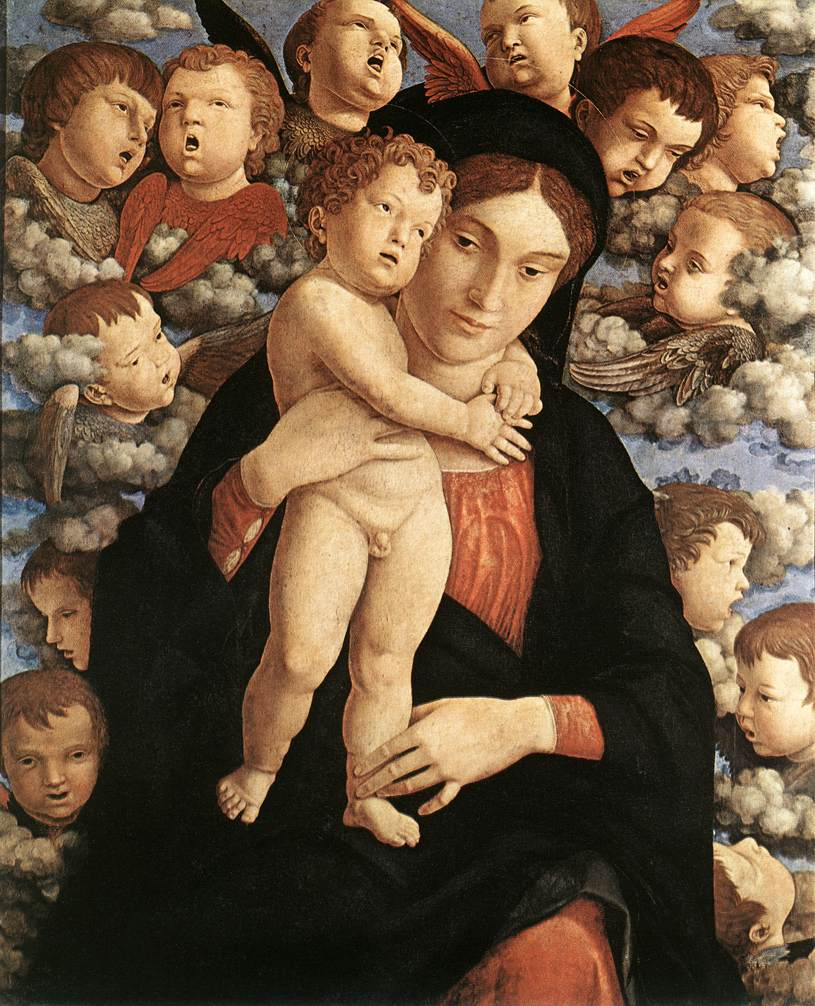
『聖母子と智天使』 アンドレア・マンテーニャ (1485年頃)
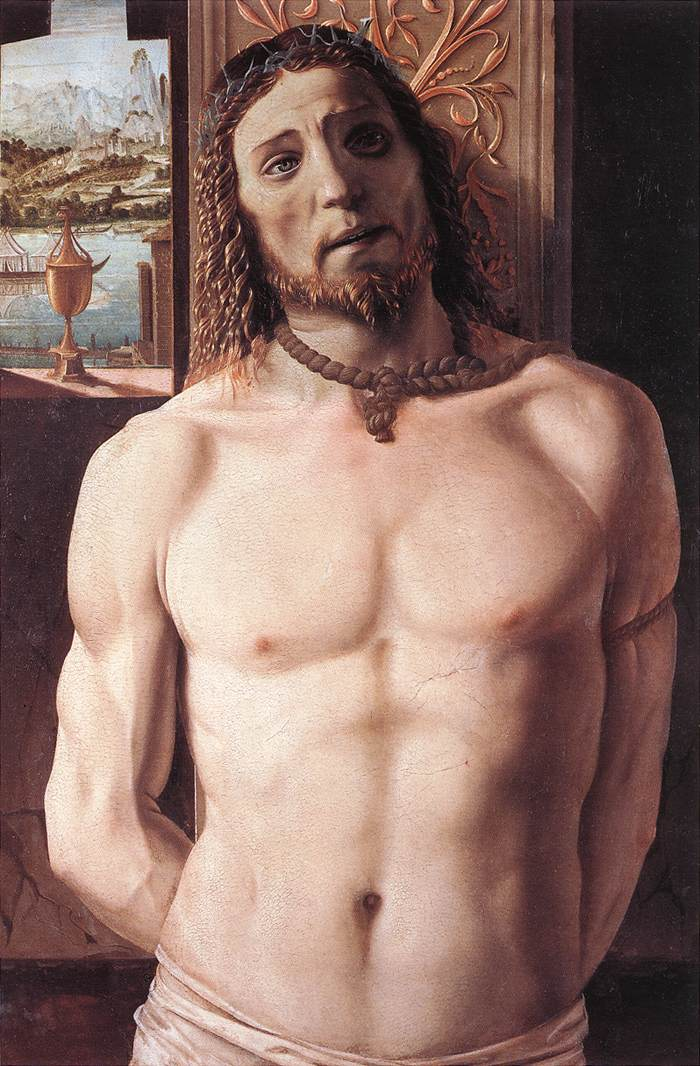
『柱に繋がれたキリスト』ドナト・ブラマンテ (1490年頃)
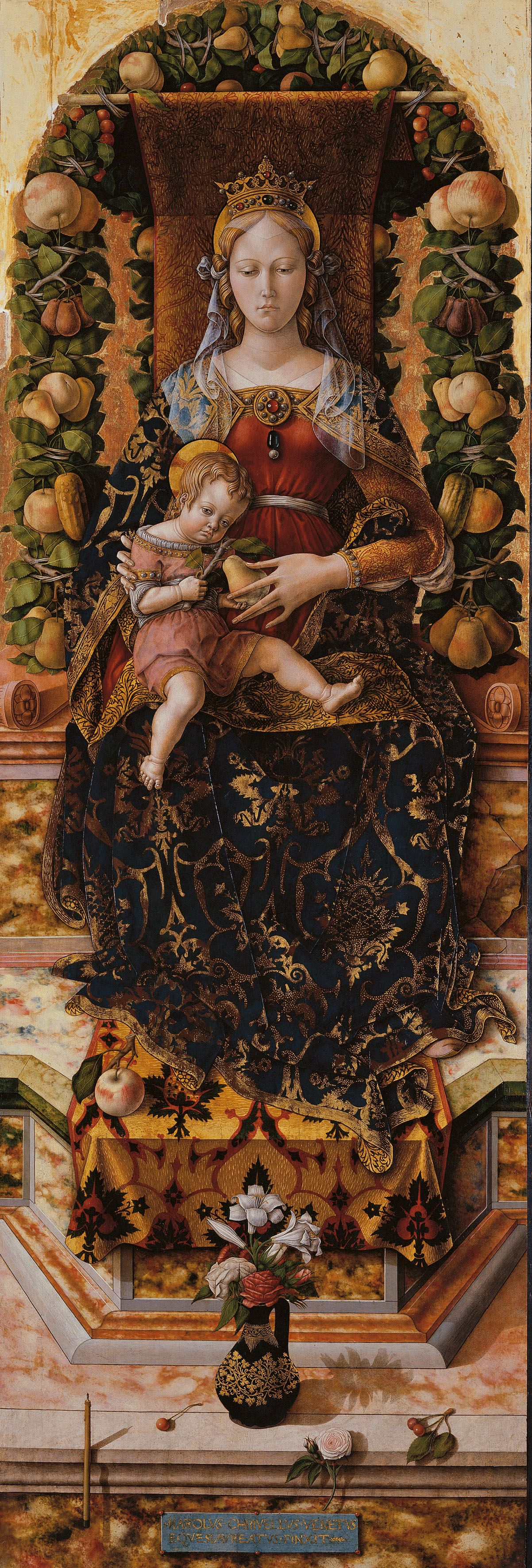
『ロウソクの聖母』カルロ・クリヴェッリ (1490年以降)
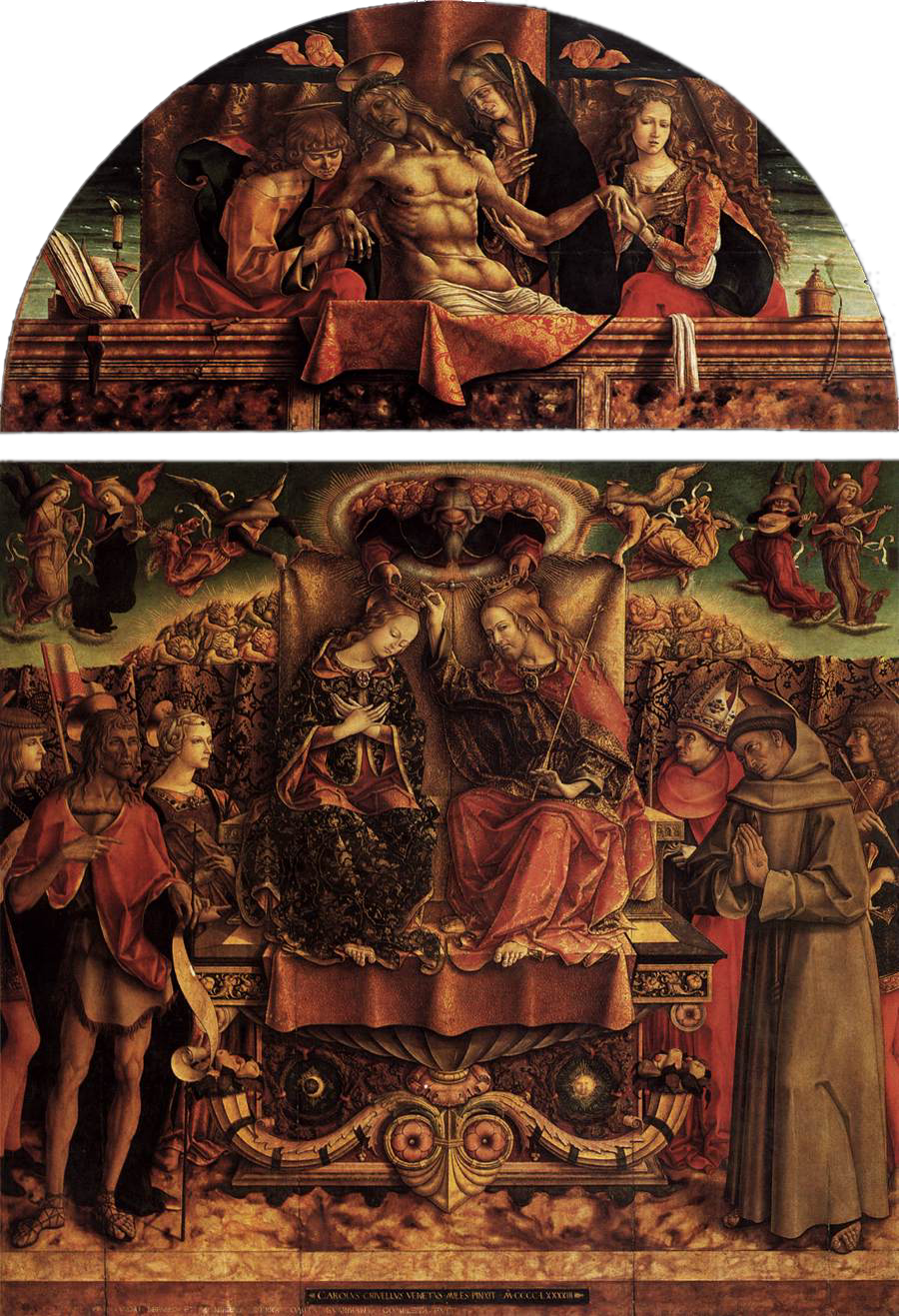
『聖母戴冠』カルロ・クリヴェッリ (1493年)
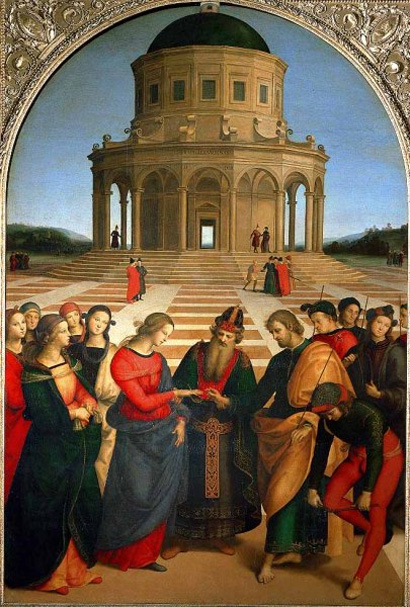
『聖母の結婚』 ラファエロ・サンツィオ (1504年頃)
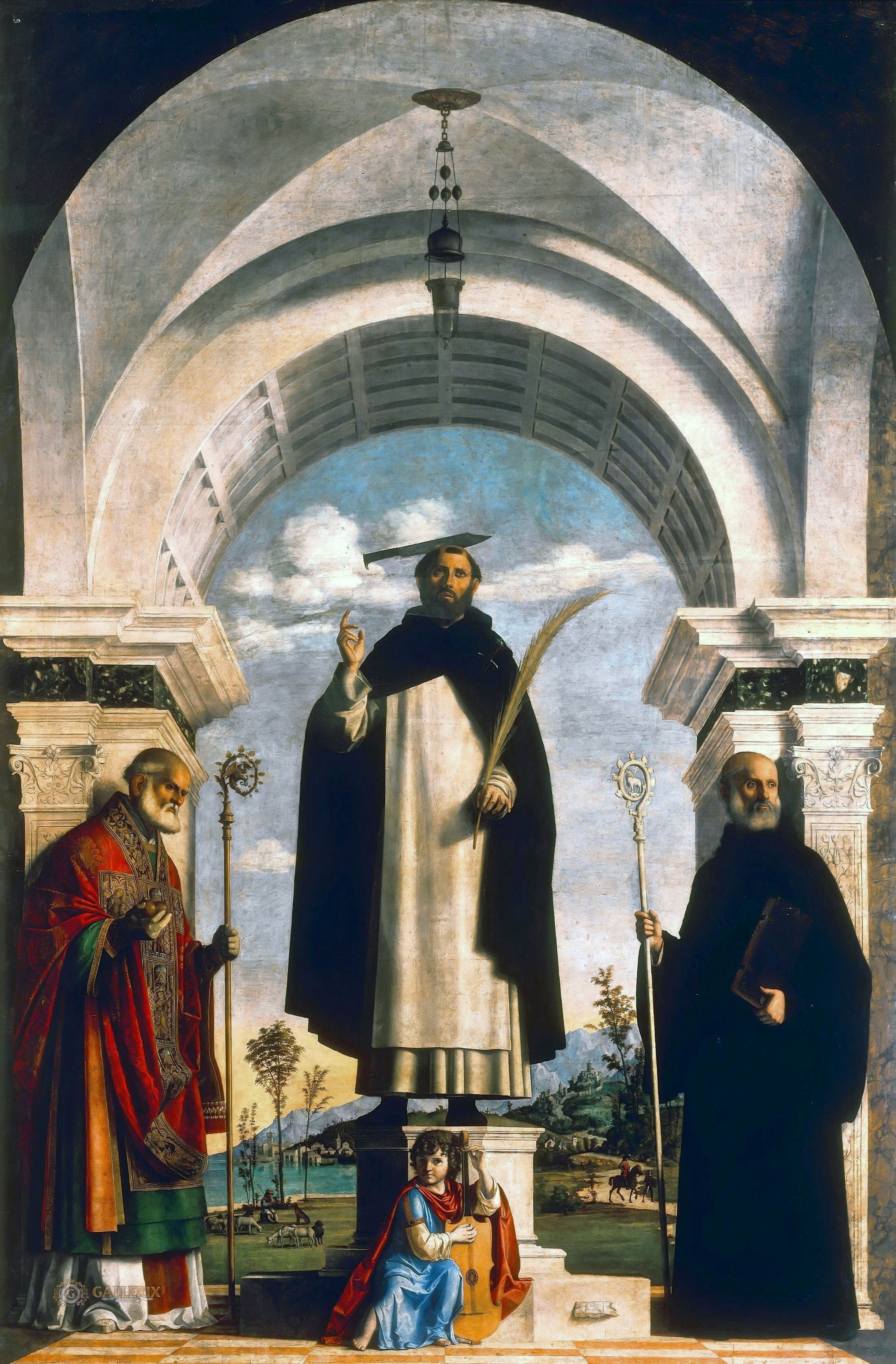
『殉教者聖ペテロと聖ニコラウス、聖ベネディクトゥス』チーマ・ダ・コネリアーノ (1505-1506年)
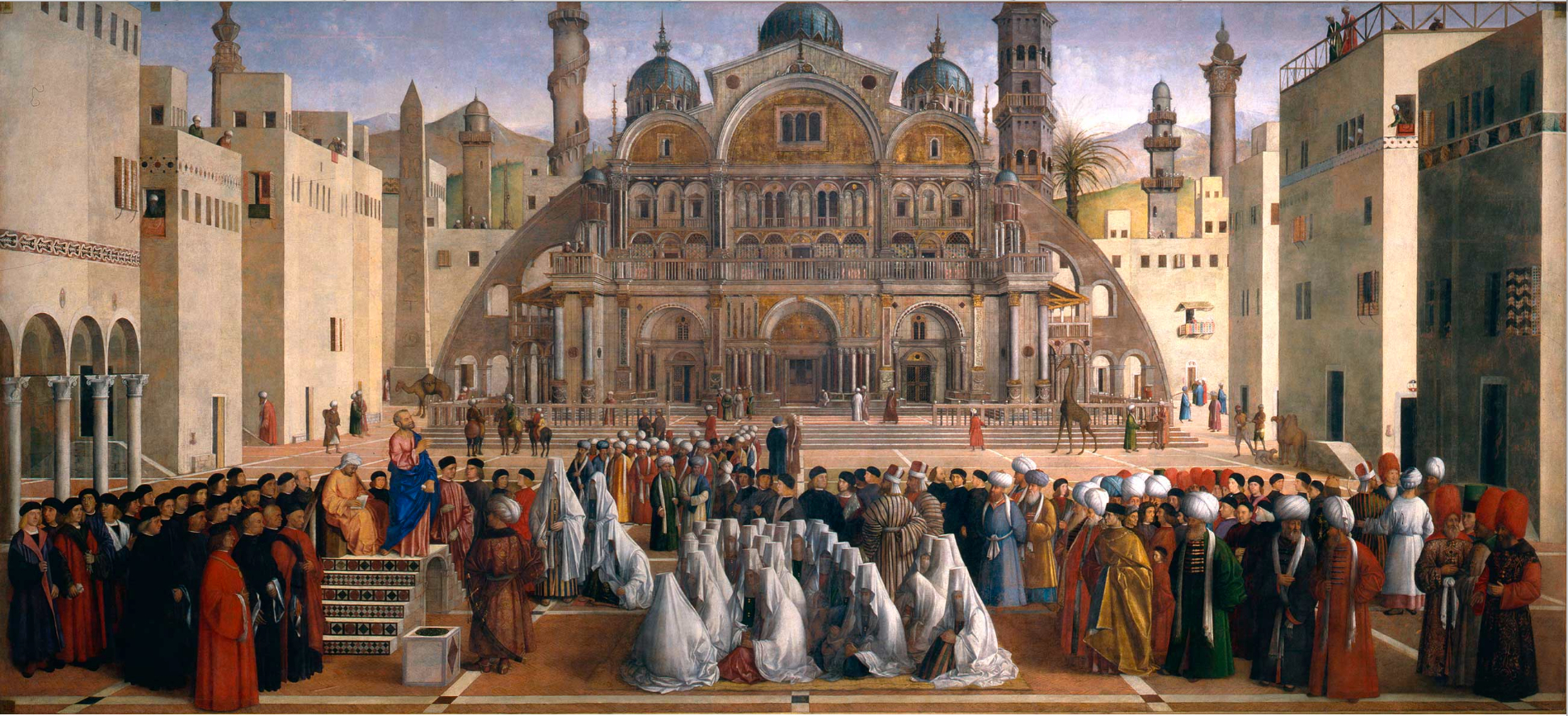
『アレクサンドリアでの聖マルコの説教』ジェンティーレ・ベッリーニとジョヴァンニ・ベリーニ (1504-1507年)
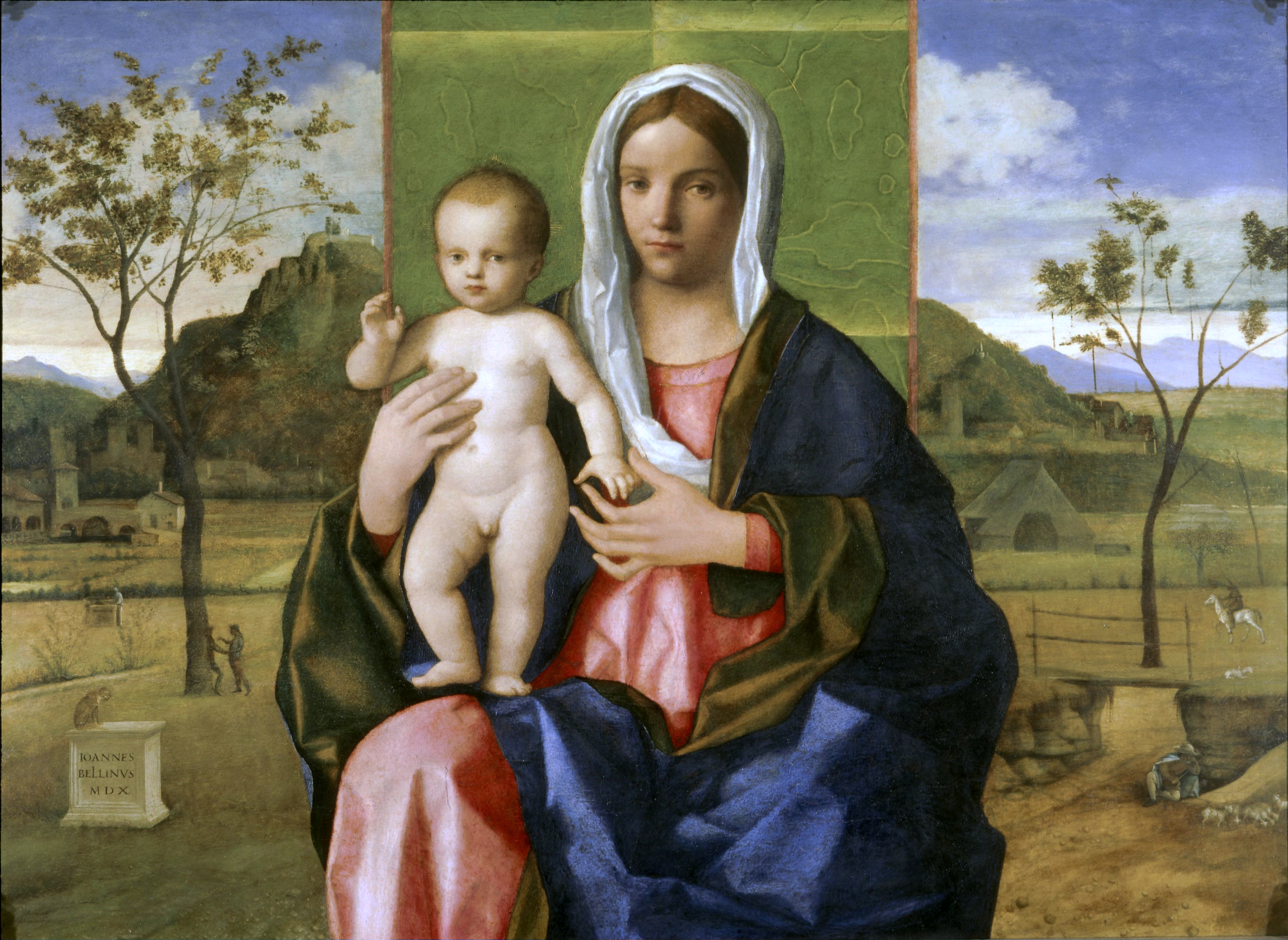
『聖母子』 ジョヴァンニ・ベッリーニ (1510年頃)
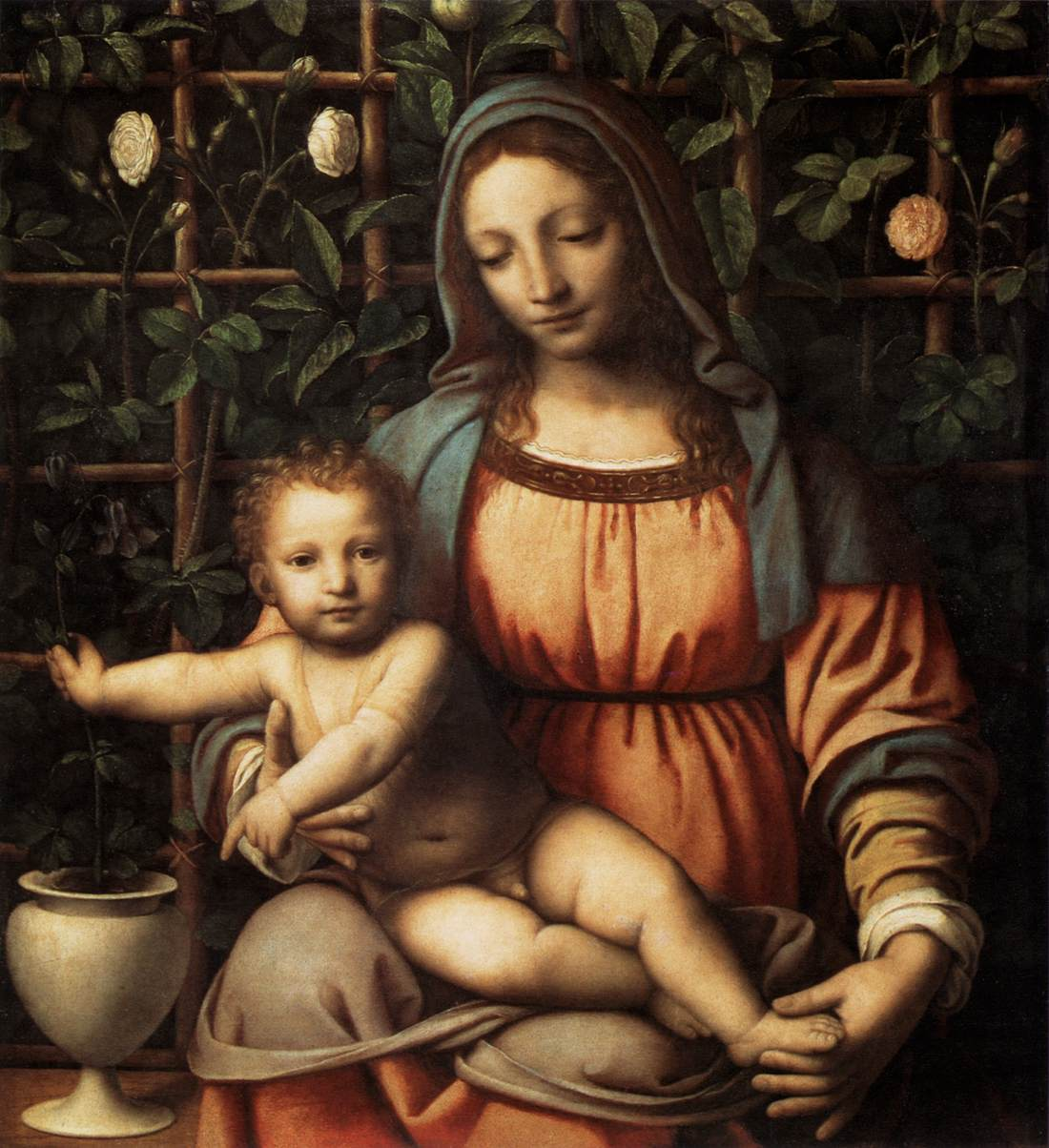
『バラ園の聖母』ベルナルディーノ・ルイーニ (1500年-1510年)
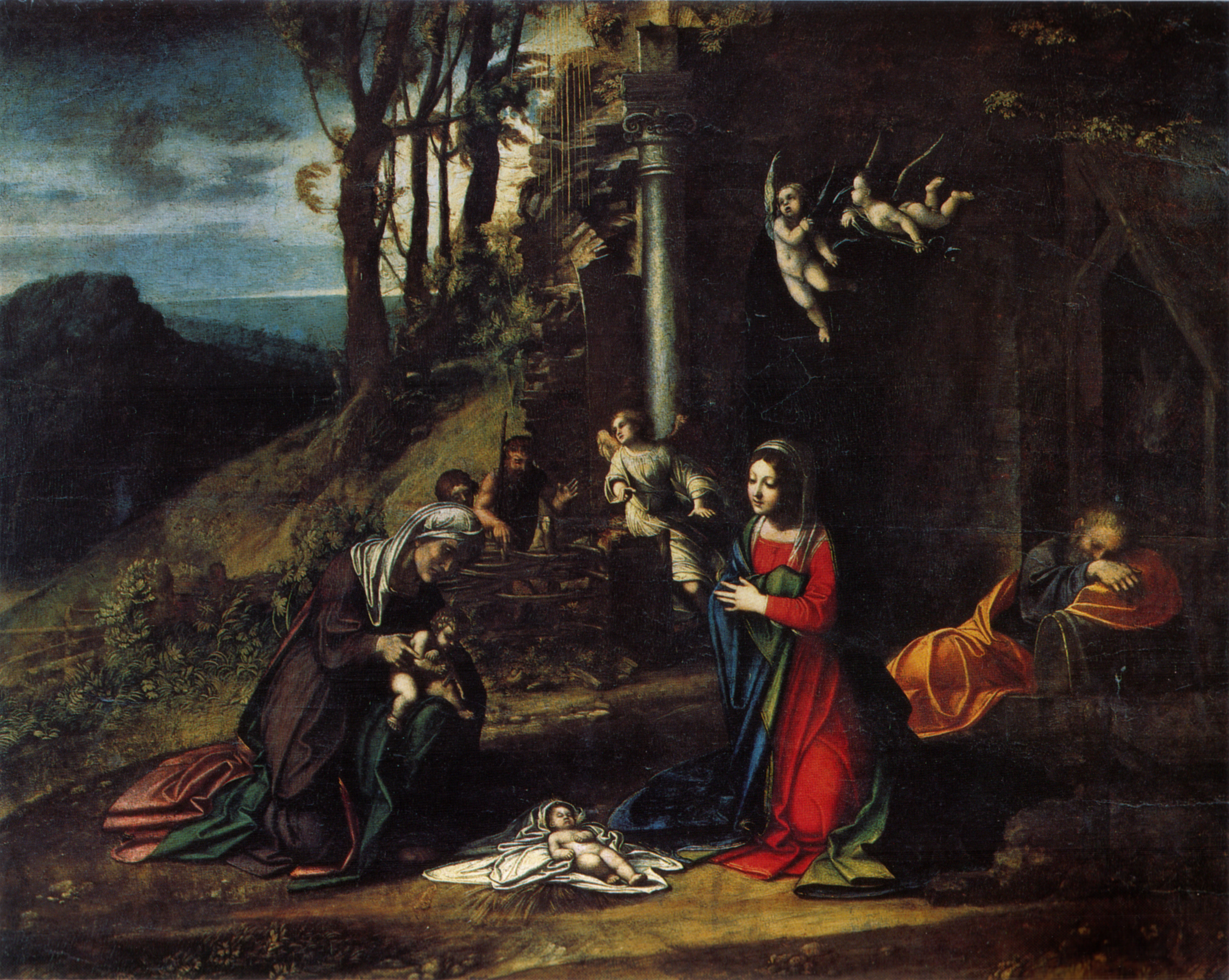
『聖エリサベトと幼児の洗礼者ヨハネを伴うキリストの降誕』コレッジョ (1512年-1513年)
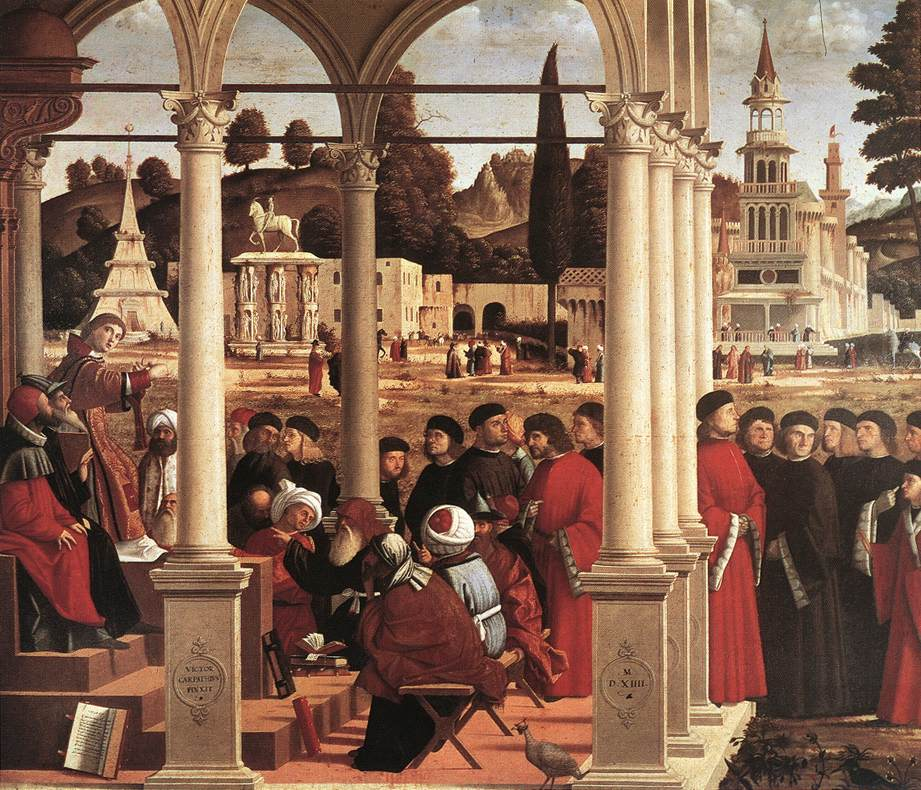
『聖ステパノの議論』ヴィットーレ・カルパッチョ (1514年)
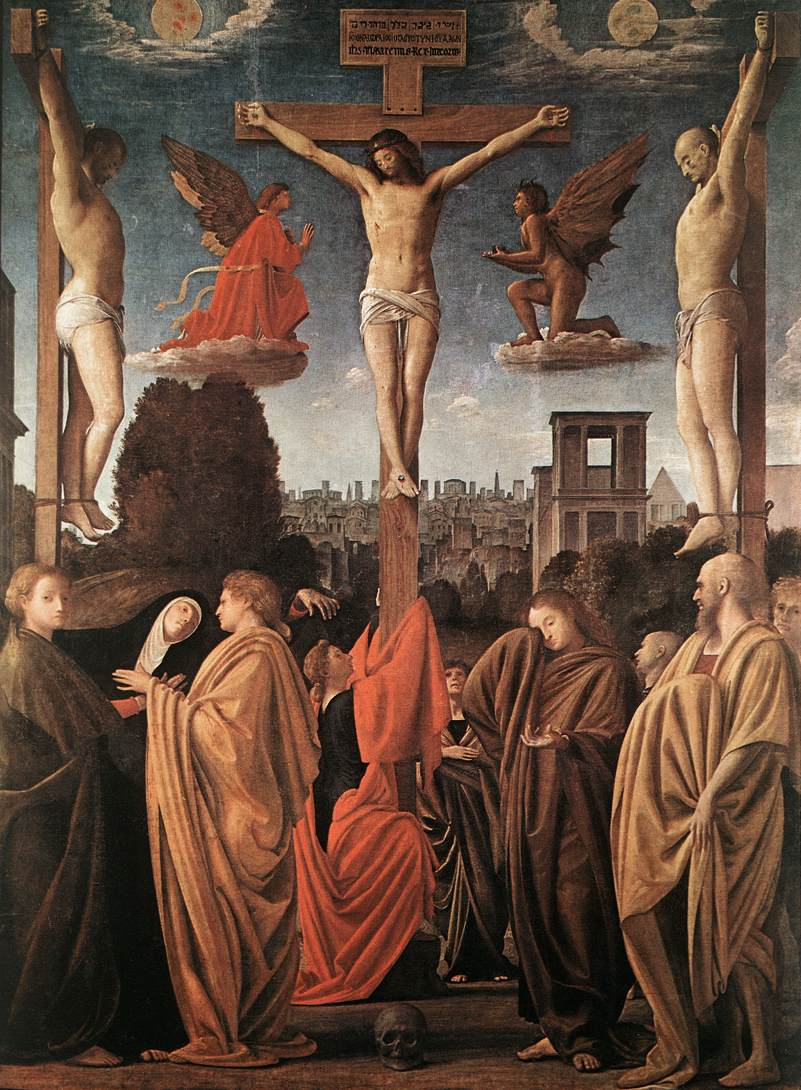
『磔刑』ブラマンティーノ (1503年-1511年頃)
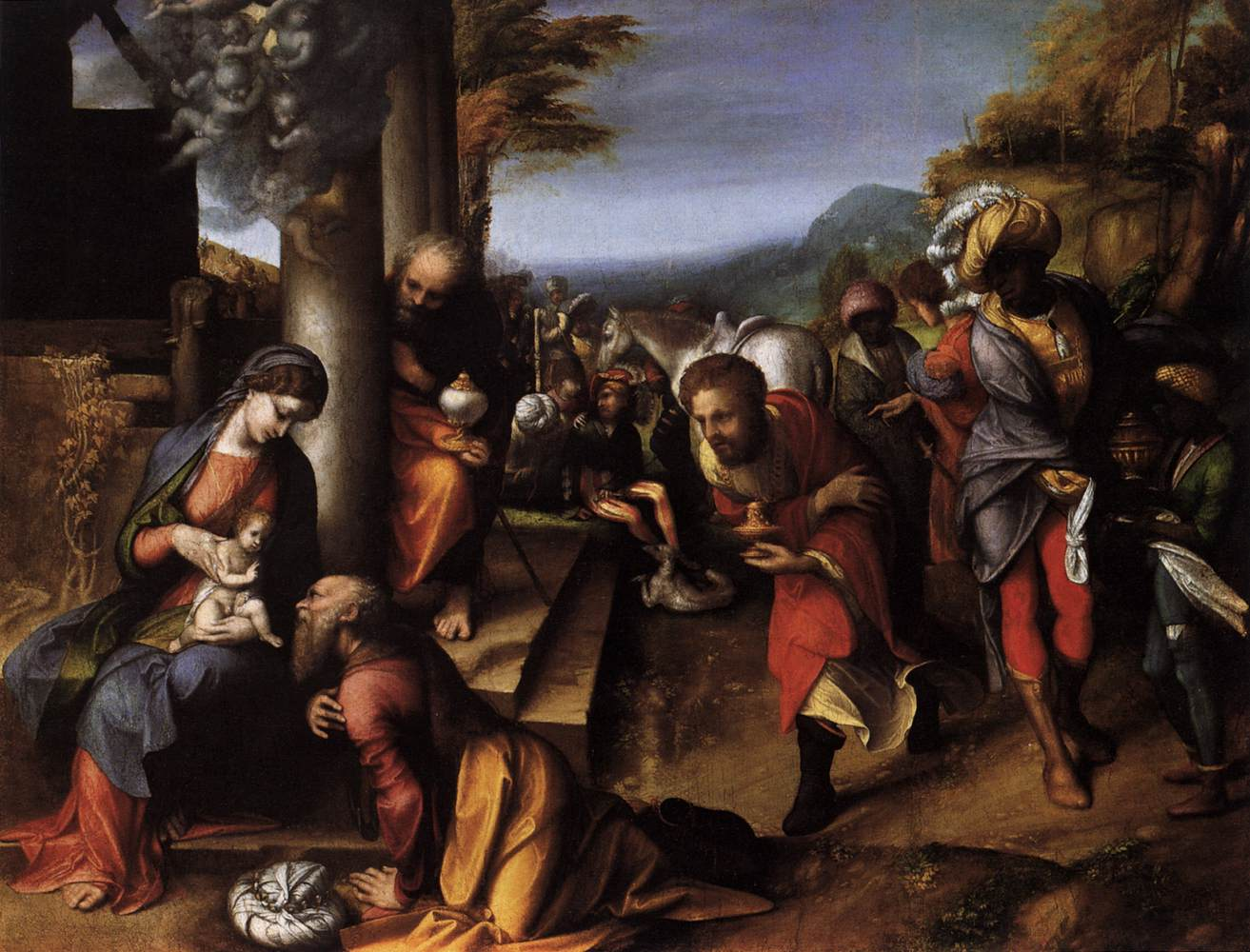
『東方三博士の礼拝』 コレッジョ（1518年頃）
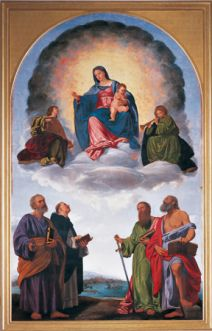
『サン・ドメニコ・ディ・ペーザロの祭壇画』 ジローラモ・サヴォルド（1524年-1526年）
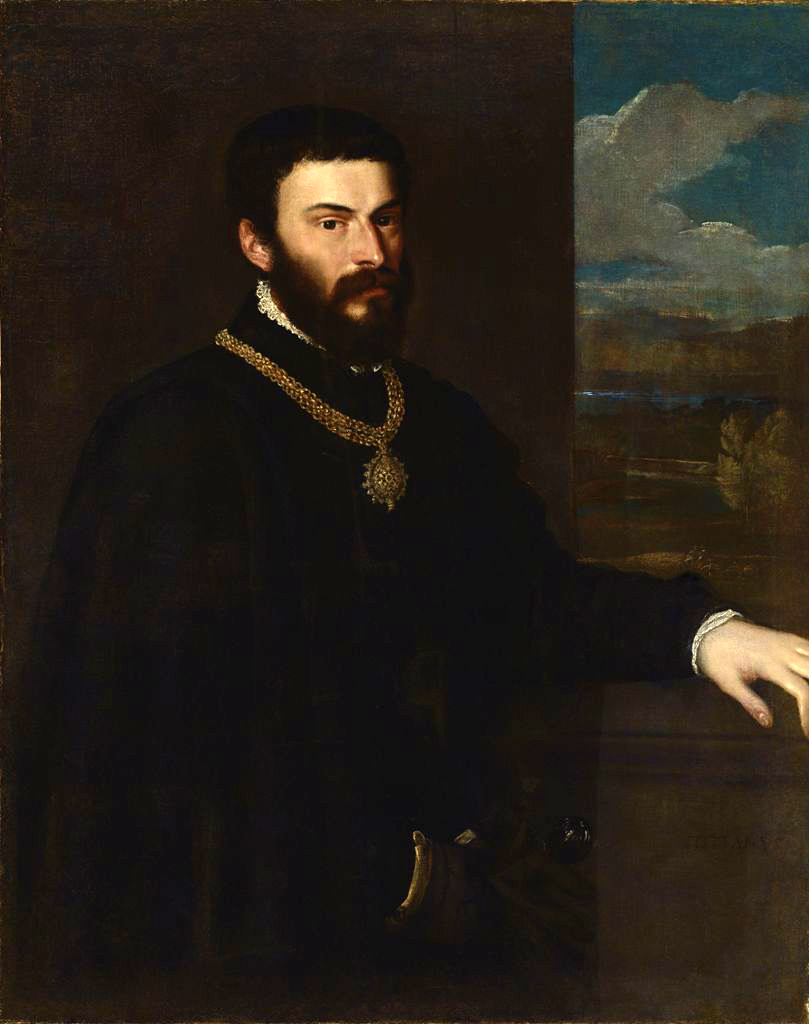
『アントニオ・ディ・ポルチア・エ・ブルニェーラ伯爵の肖像』 ティツィアーノ・ヴェチェッリオ (1535年-1540年頃)
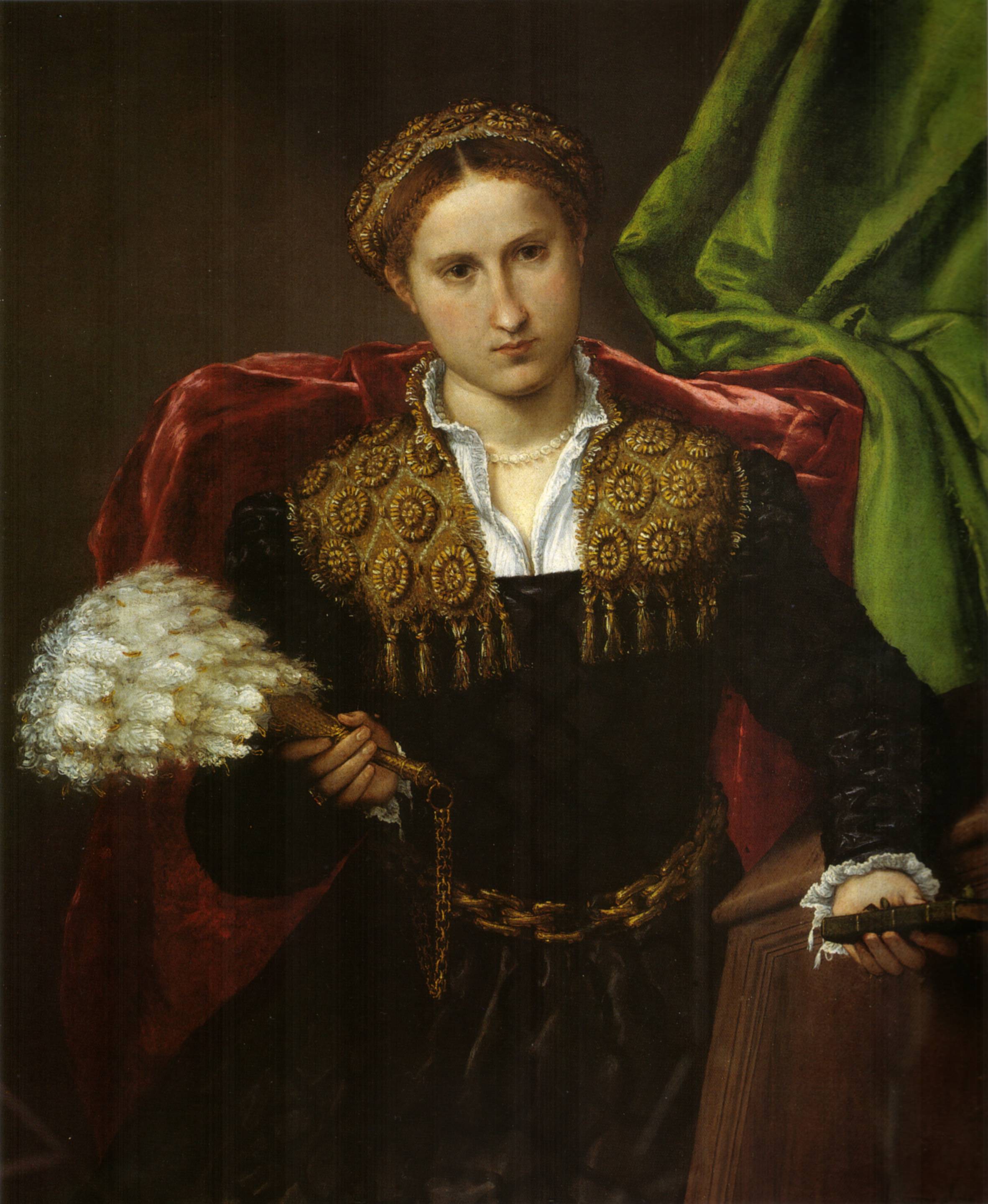
『ラウラ・ダ・ポーラの肖像』 ロレンツォ・ロット (1543年頃)
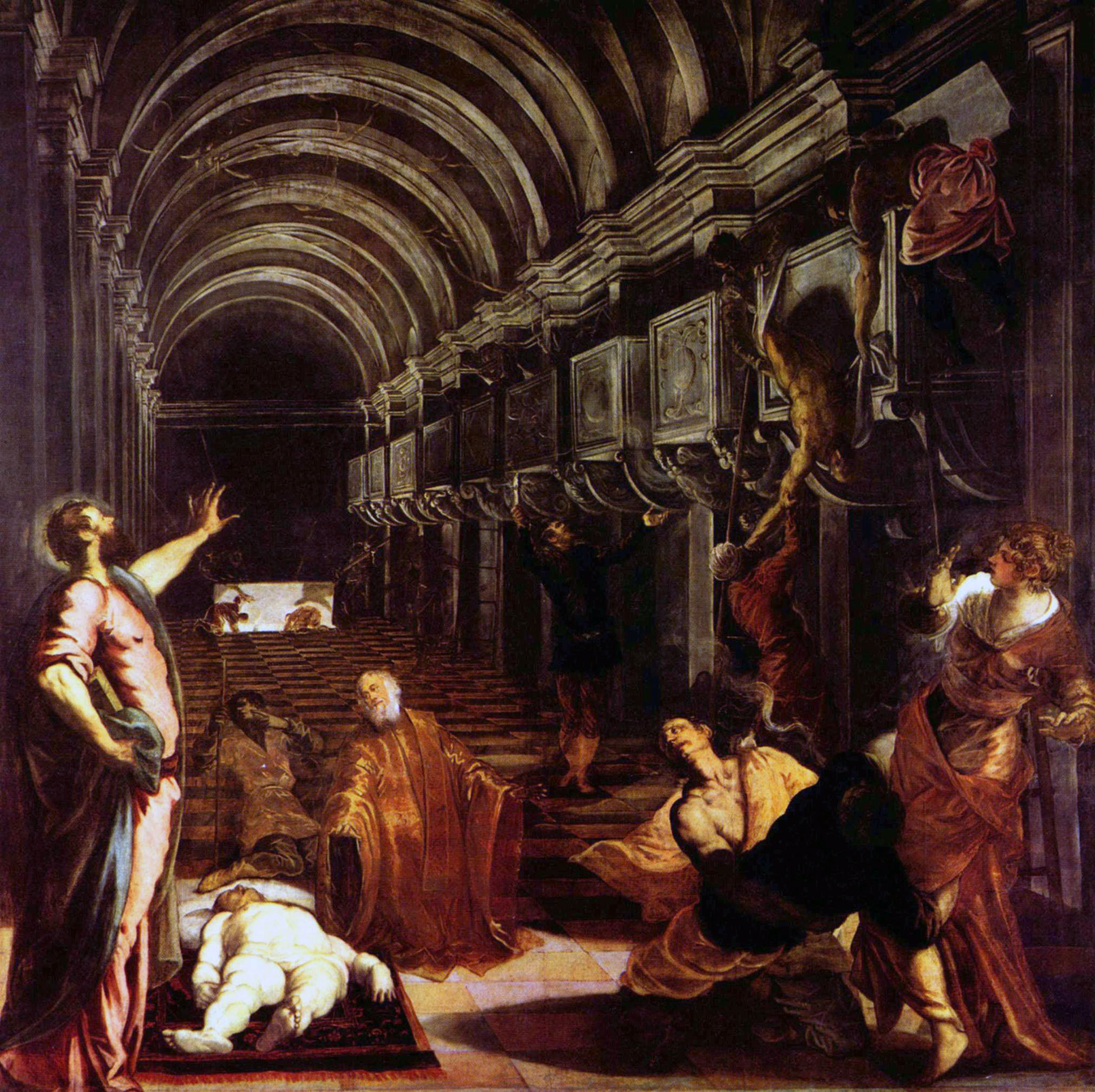
『聖マルコの遺骸の発見』 ティントレット (1548年頃)
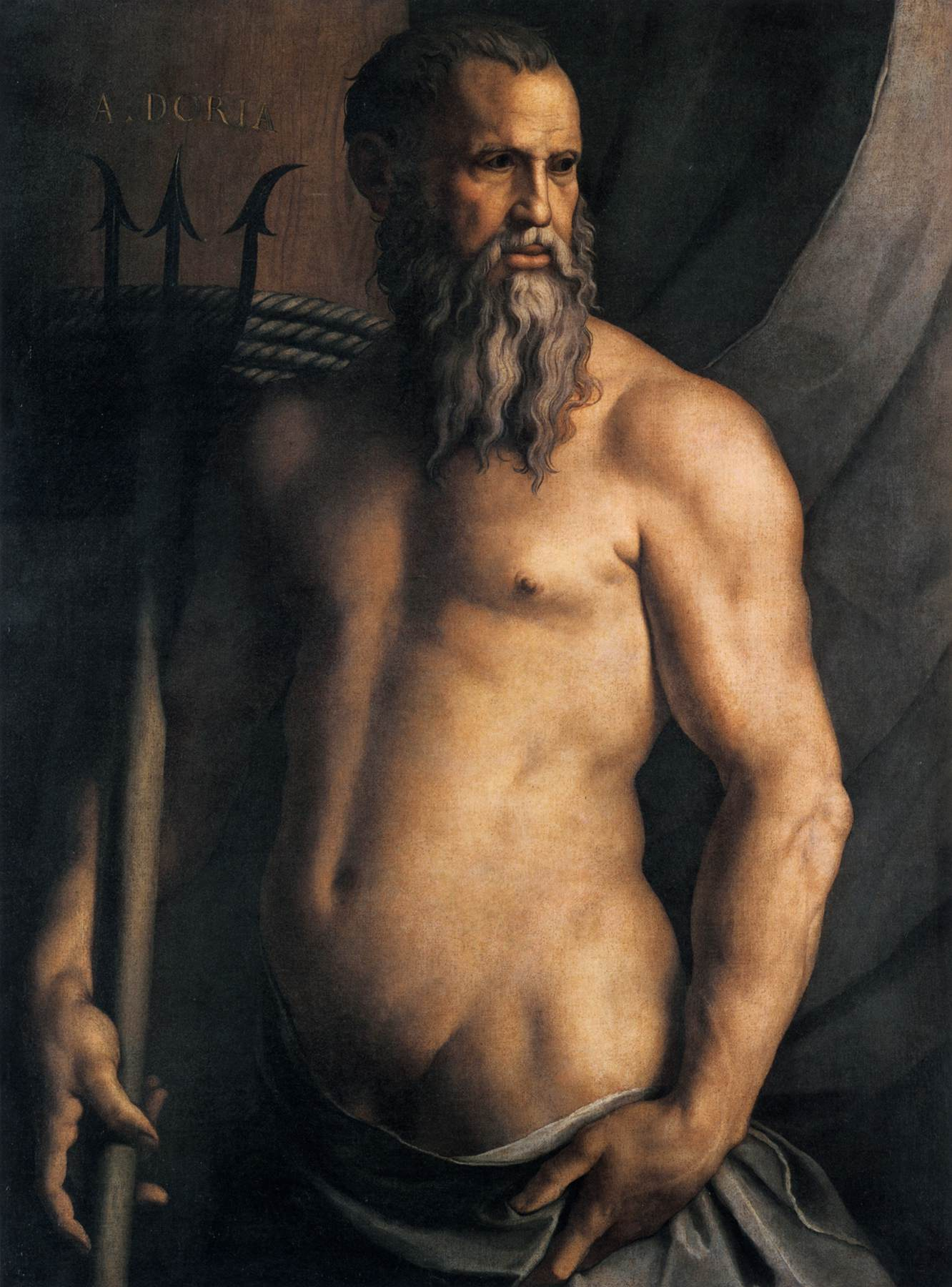
『ネプトゥヌスに扮したアンドレア・ドーリア』 アーニョロ・ブロンズィーノ (1550年-1555年頃)
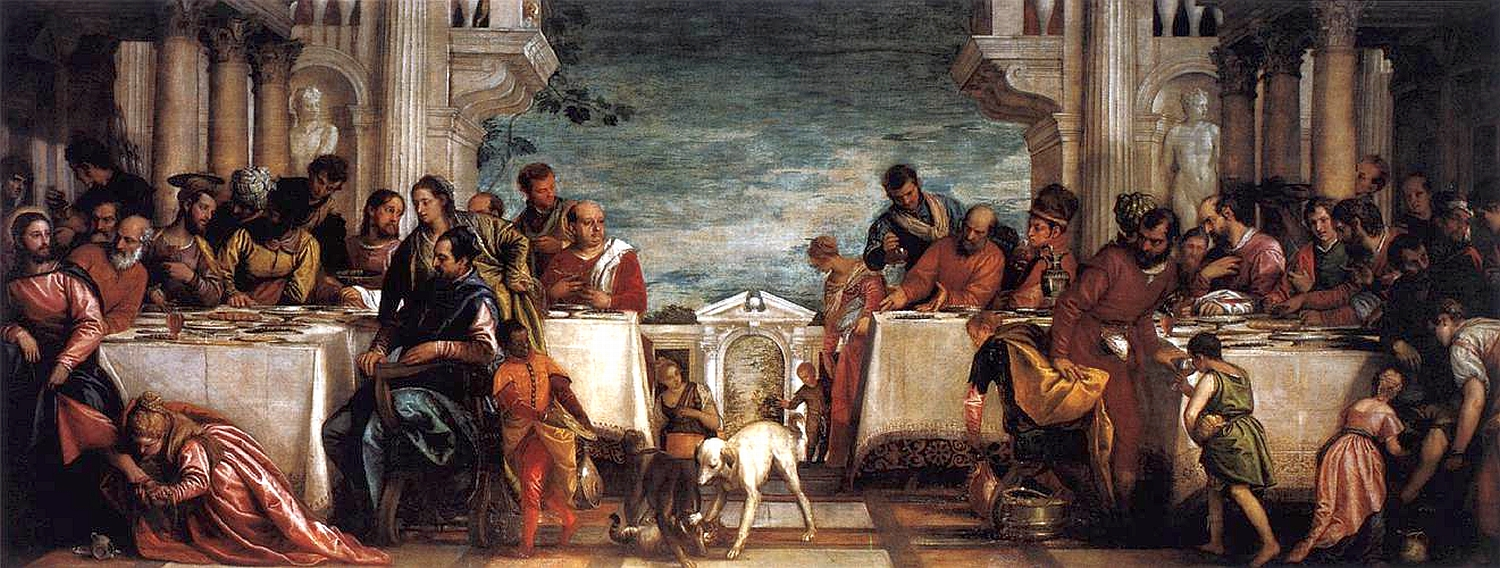
『シモンの家の晩餐』パオロ・ヴェロネーゼ (1567年-1570年)
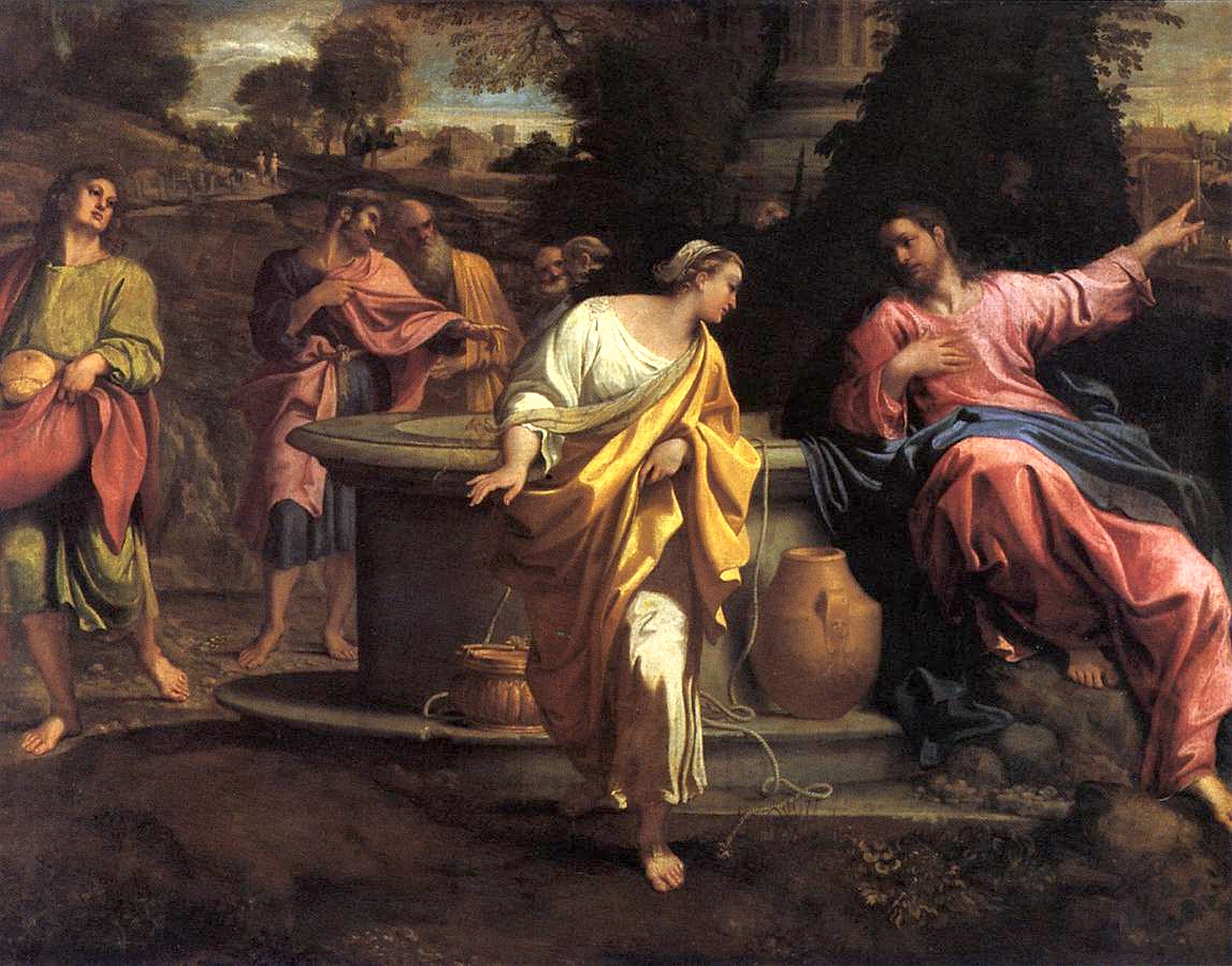
『キリストとサマリアの女』 アンニーバレ・カラッチ (1594-1595年)
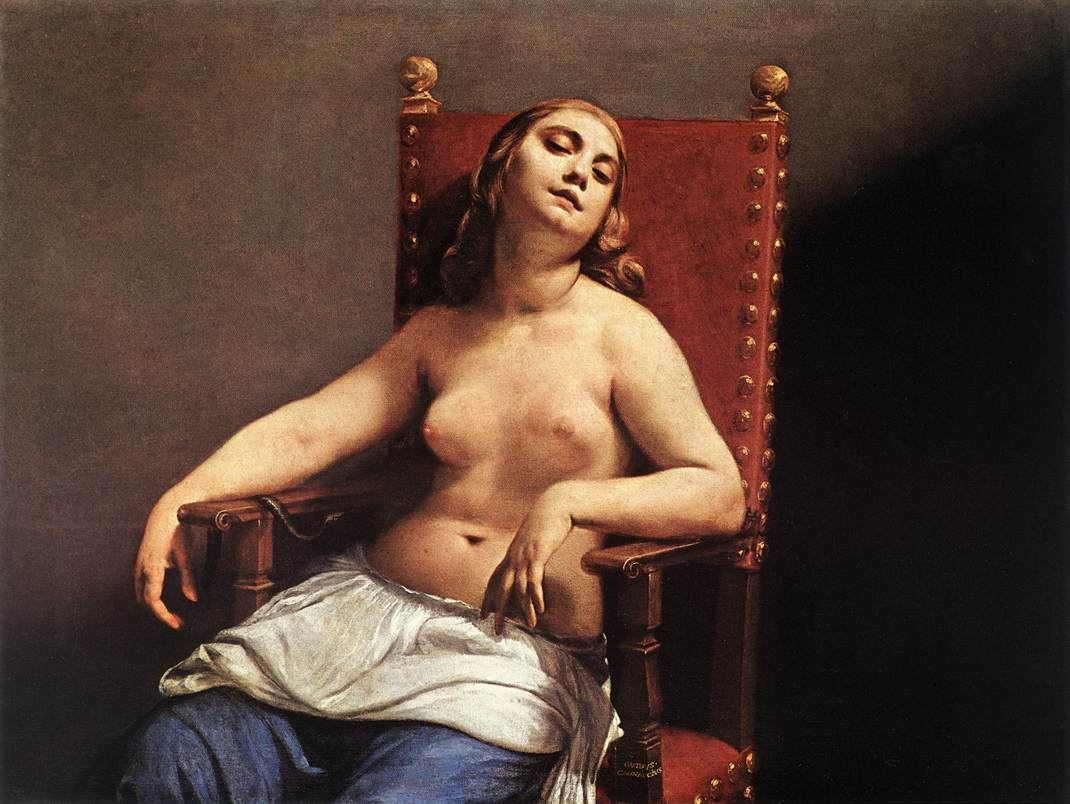
『クレオパトラの死（瀕死のクレオパトラ）』 グイド・カニャッチ
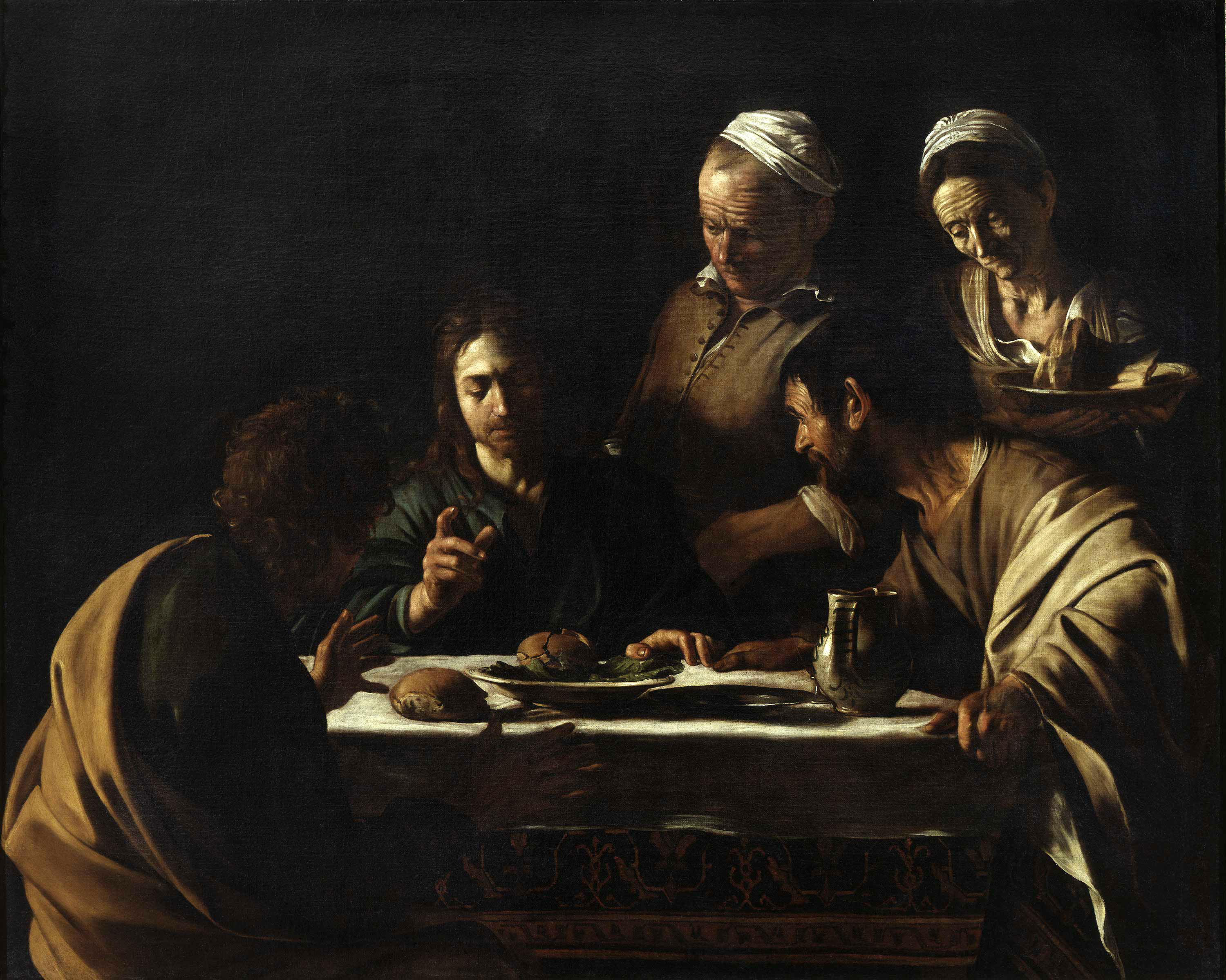
『エマオの晩餐』 ミケランジェロ・メリージ・ダ・カラヴァッジオ (1606年)
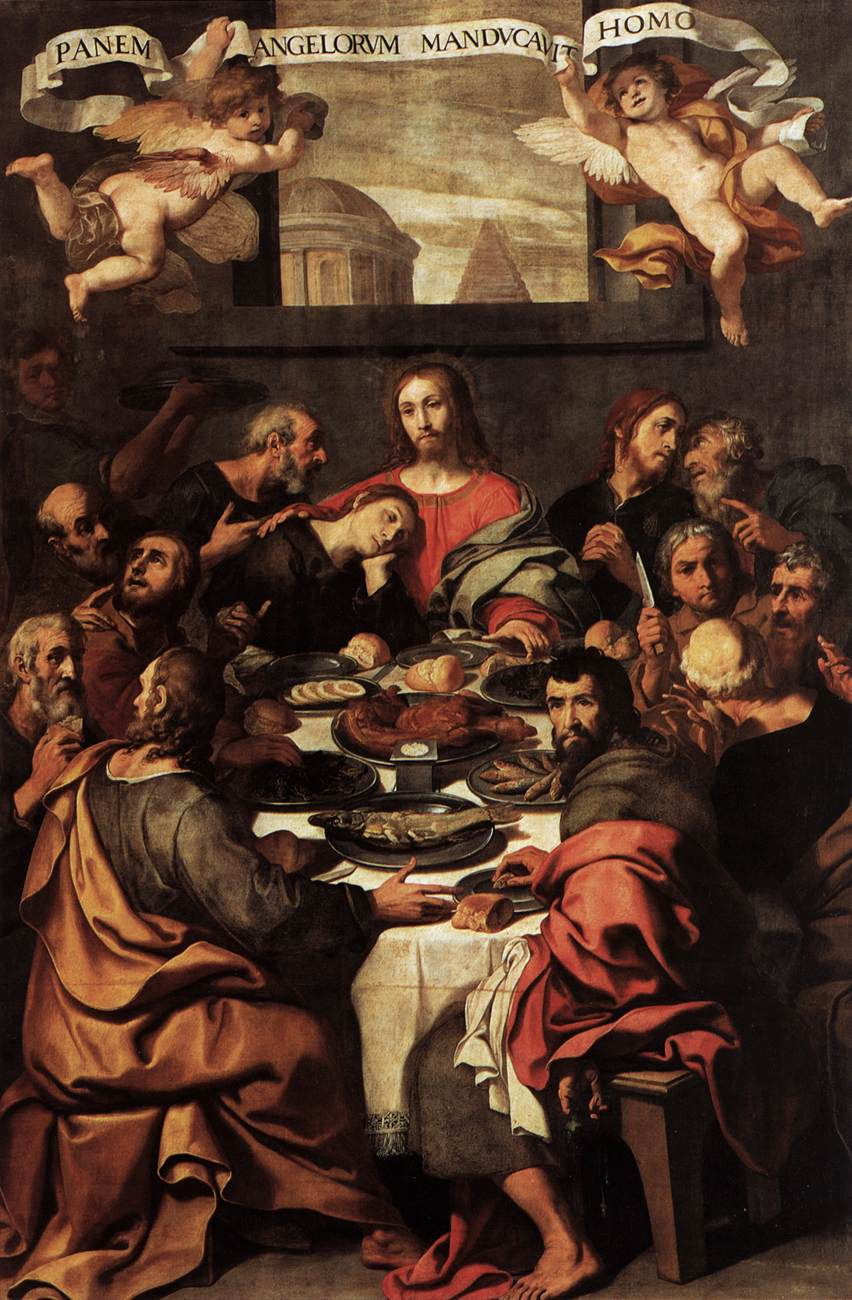
『最後の晩餐』ダニエーレ・クレスピ (1629-1630年)
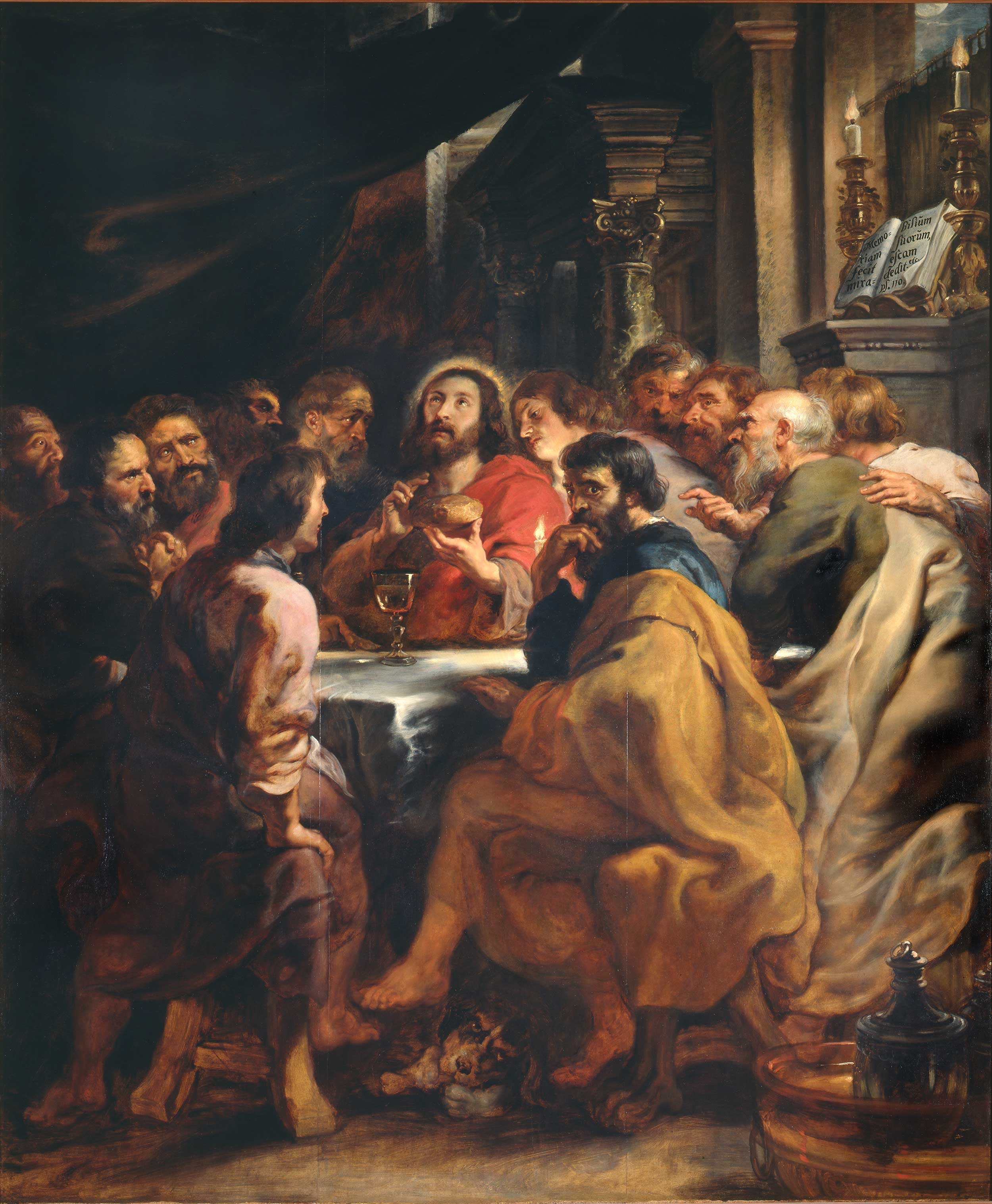
『最後の晩餐』 ピーテル・パウル・ルーベンス (1630年–1631年)
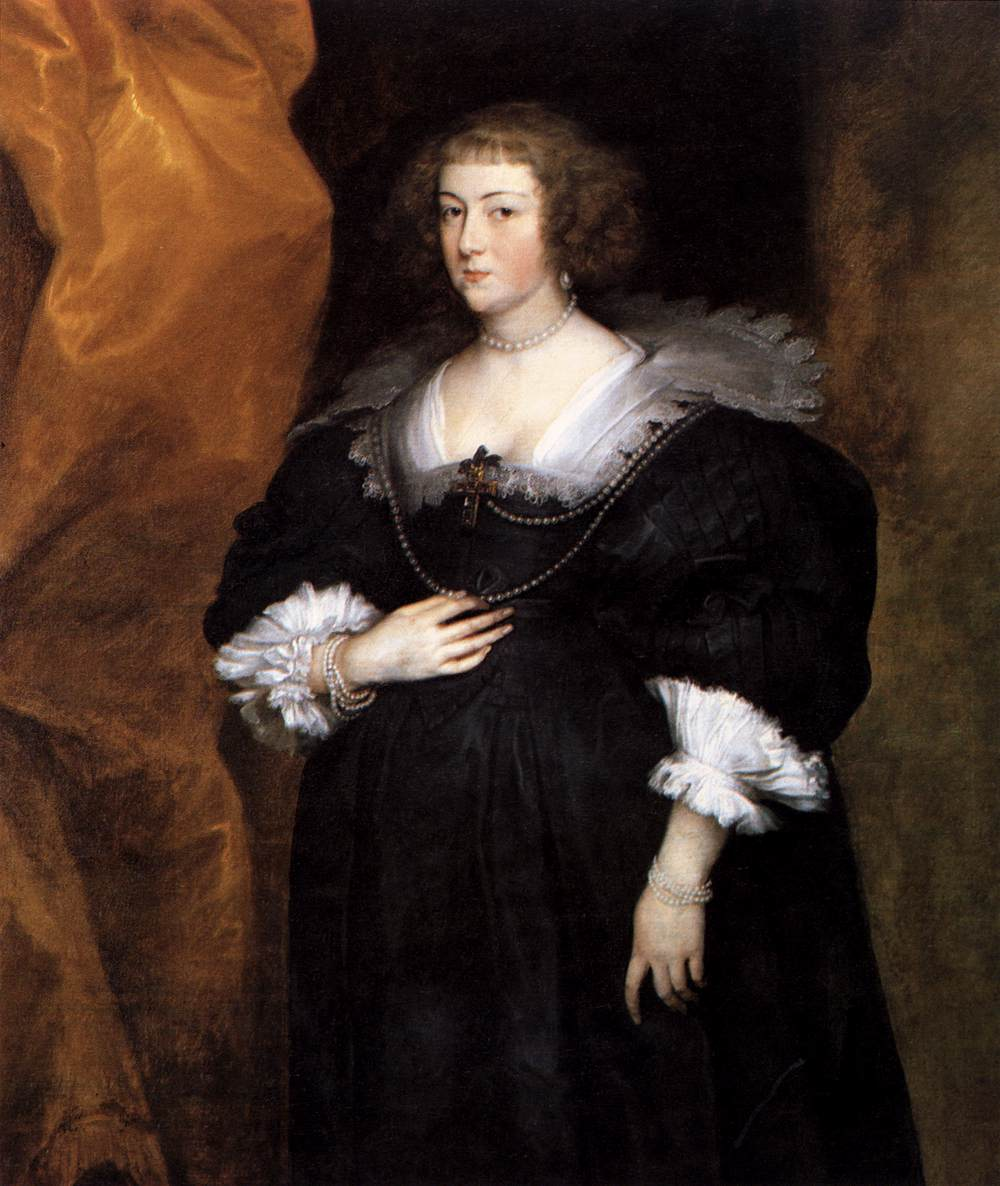
『婦人の肖像』 アンソニー・ヴァン・ダイク (1634年-1635年)
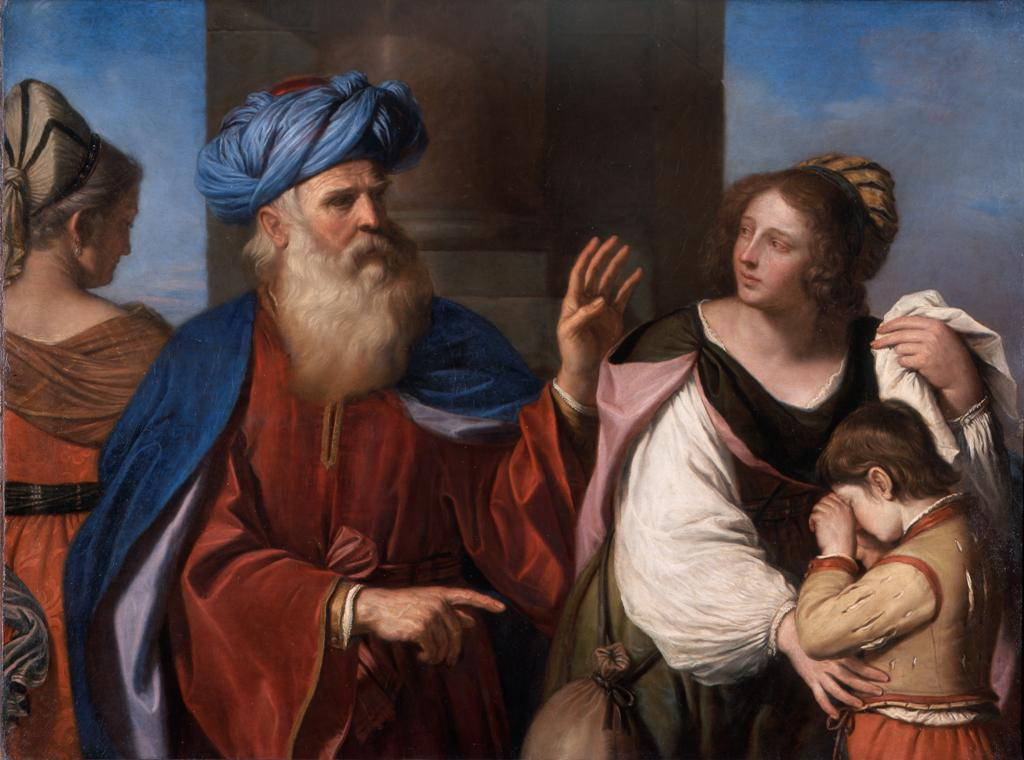
『ハガルとイシュマエルを追放するアブラハム』 グエルチーノ (1657年)
麻の採繊 フランチェスコ・フィリピーニ (1887年)
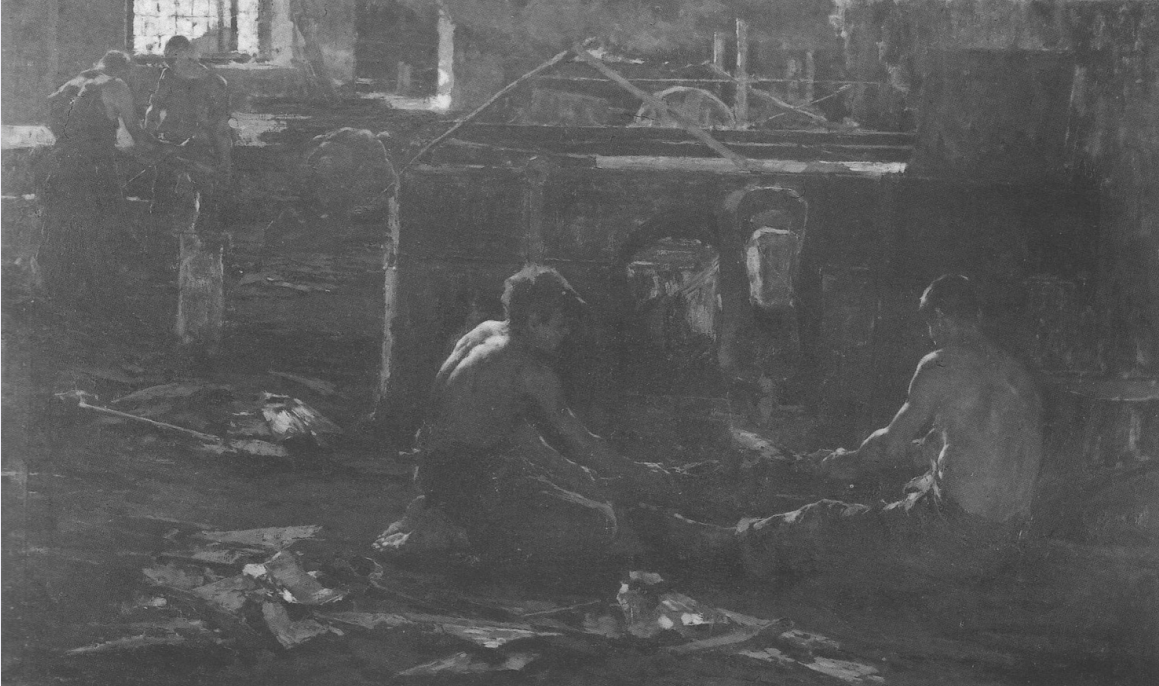
はねハンマー フランチェスコ・フィリピーニ (1889年)
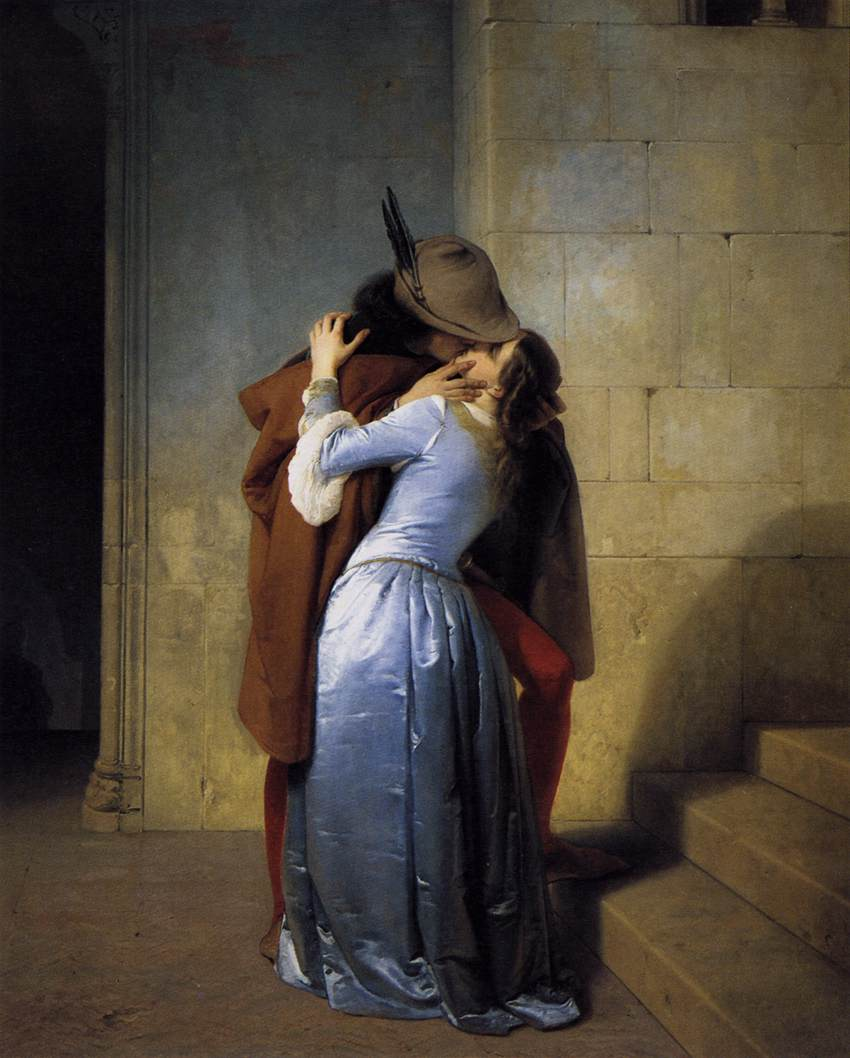
The Kiss フランチェスコ・アイエツ (1859年)
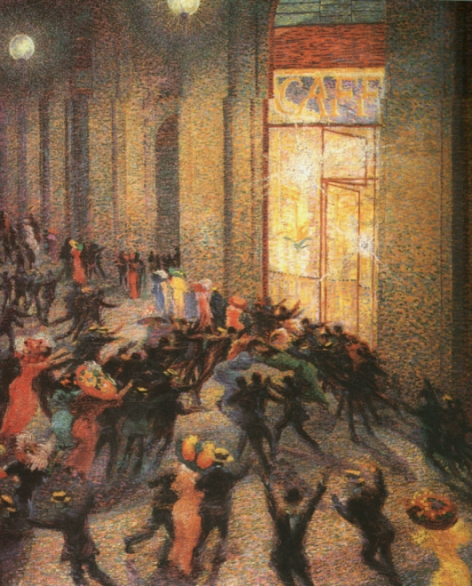
『アーケードでの喧嘩』ウンベルト・ボッチョーニ (1910年)

## 関連リンク
- 1891年イタリア美術三年展